# Primar general al municipiului Chișinău
Primăria municipiului Chișinău, denumită inițial „Duma orășenească”, a fost constituită în 1817. Chișinăul a avut în istoria sa 59 de primari, inclusiv șase interimari. Dintre aceștia, câțiva au deținut mai mult de două mandate.
Printre cei mai longevivi edili au fost: Carol Schmidt – 26 ani, Dimitrie Lovcinski – 14 ani, Dimitrie Mincu – 13 ani, Serafim Urechean – 11 ani și Dorin Chirtoacă – 10 ani.
De-a lungul timpului, Chișinăul, supranumit și „Orașul din piatră albă” a fost condus de către un tată, iar ulterior și de fiul acestuia. Aceștia au fost Carol și Alexander Schmidt. Primul este considerat drept cel mai bun primar pe care l-a avut Chișinăul vreodată.

## Primarii Chișinăului
Începând cu 1817, au fost aleși următorii primari:

### Orașul țarist
- 1817 – 1821: Anghel Nour
- 1825 – 1830, 1834 – 1836, 1843 – 1845: Dimitrie Lovcinski
- 1831 – 1833: Stavru Dimu
- 1837 – 1839, 1840 – 1842: Pantelimon I. Sinadino
- 1846 – 1848: Dimitrie Durdufi
- 1849 – 1854, 1858 – 1860, 1861 – 1866: Dimitrie Mincu
- 1855 – 1858: Anghel Nicolau
- 1867 – 1869: Adam Krijanovski
- 1870 – 1871: Pavel Gumalic
- 1871 – 1877: Clemente Șumanski
- 1877 – 1903: Carol Schmidt
- 1903 – 1904, 1905 – 1907, 1909 – 1910: Pantelimon V. Sinadino
- 1904 – 1905: Leopold Siținski
- 1910 – 1917: Iulian Levinski (prima oară)
- 1917 – 1918: Alexander Schmidt (fiul lui Carol Schmidt)

### Orașul românesc
- 1918 – 1919: Vladimir Hertza
- 1919 – 1920: Teodor Cojocaru
- 1920 – 1922: Iulian Levinski (a doua oară)
- 1922 – 1923, 1924 – 1925: Vasile Bârcă
- 1923: Yehuda Leib Tsirelson (intermiar)
- 1923, 1927 – 1928, 1932: Gherman Pântea
- 1923 – 1924, 1925 – 1926: Nicolae Bivol
- 1926 – 1927: Sebastian Teodorescu
- 1928 – 1931: Ion Negrescu
- 1931 – 1932: Constantin Ionescu
- 1932 – 1933: Dimitrie Bogos
- 1933 – 1937: Ion Costin
- 1937 – 1938: Alexandru Sibirski (primar-girant)
- 1938: Constantin Dardan
- 1938: Reinhold Scheibler
- 1938 – 1940: Vladimir Cristi
- 1941–1944: Anibal Dobjanschi

### Orașul sovietic
Între anii 1944 – 1989 primarii nu au fost aleși, ci numiți, din cauza activității regimului comunist, în timpul căruia orașul era condus de organizații de partid, sindicale și organizații de tip comsomolist.
- 1944 – 1946: Nicolae Vizitei
- 1946 – 1950: Dumitru Smirnov
- 1950 – 1953: Constantin Sablin
- 1953 – 1955: Anatol Mariutin
- 1955 – 1959: Boris Tanașevschi
- 1959 – 1961: Macar Godoba
- 1961 – 1966: Mihail Dieur
- 1966 – 1970: Anatol Damaschin
- 1970 – 1973: Ion Cuschevici
- 1973 – 1975: Vladimir Zaharov
- 1975 – 1981: Nicolae Uzun
- 1981 – 1985: Vladimir Semionov
- 1985 – 1987: Mihail Platon
- 1987 – 1989: Ion Guțu
- 1989 – 1990; Vladimir Dobrea
- 1990: Mihai Severovan

### Capitala Republicii Moldova
| № | Nume (naștere–deces)       | Portret                             | Mandat                | Mandat            | Observații |
| - | -------------------------- | ----------------------------------- | --------------------- | ----------------- | ---------- |
| 1 | Nicolae Costin (1936–1995) | Silver - replace this image male    | 1990                  | 9 august 1994     |            |
| 2 | Serafim Urechean (1950–)   | Serafim Urechean (crop 12631652493) | 9 august 1994         | 18 aprilie 2005   |            |
| — | Vasile Ursu (1948–)        | Silver - replace this image male    | 28 aprilie 2005       | 25 ianuarie 2007  | interimar  |
| — | Veaceslav Iordan (1966–)   | Silver - replace this image male    | 25 ianuarie           | 18 iunie 2007     | interimar  |
| 3 | Dorin Chirtoacă (1978–)    | Dorin Chirtoacă elections 2009      | 18 iunie 2007         | 28 iulie 2017     |            |
| — | Nistor Grozavu (1959–)     | Silver - replace this image male    | 4 august              | 6 noiembrie 2017  | interimar  |
| — | Silvia Radu (1972–)        | Silvia Radu 7 (Moldova)             | 6 noiembrie 2017      | 25 aprilie 2018   | interimară |
| — | Ruslan Codreanu (1980–)    | Silver - replace this image male    | 25 aprilie 2018       | 4 iulie 2019      | interimar  |
| — | Adrian Talmaci             | Silver - replace this image male    | 4 iulie               | 8 octombrie 2019  | interimar  |
| 4 | Andrei Năstase (1975–)     | Andrei Năstase in November 2017     | 8 octombrie           | 11 noiembrie 2019 |            |
| 5 | Ion Ceban (1980–)          | Ion Ceban (May 2017)                | din 11 noiembrie 2019 |                   |            |